# Pau Ribas
Pau Ribas Tossas (Badalona, Barcelona, 2 de marzo de 1987) es un exjugador de baloncesto español que disputó veinte temporadas como profesional en la Liga ACB española. Con 1,96 metros de altura, jugaba en la posición de escolta. Fue internacional absoluto con España desde 2014, con la que se proclamó campeón de Europa en 2015 y campeón del mundo en 2019.

## Trayectoria

### Inicios

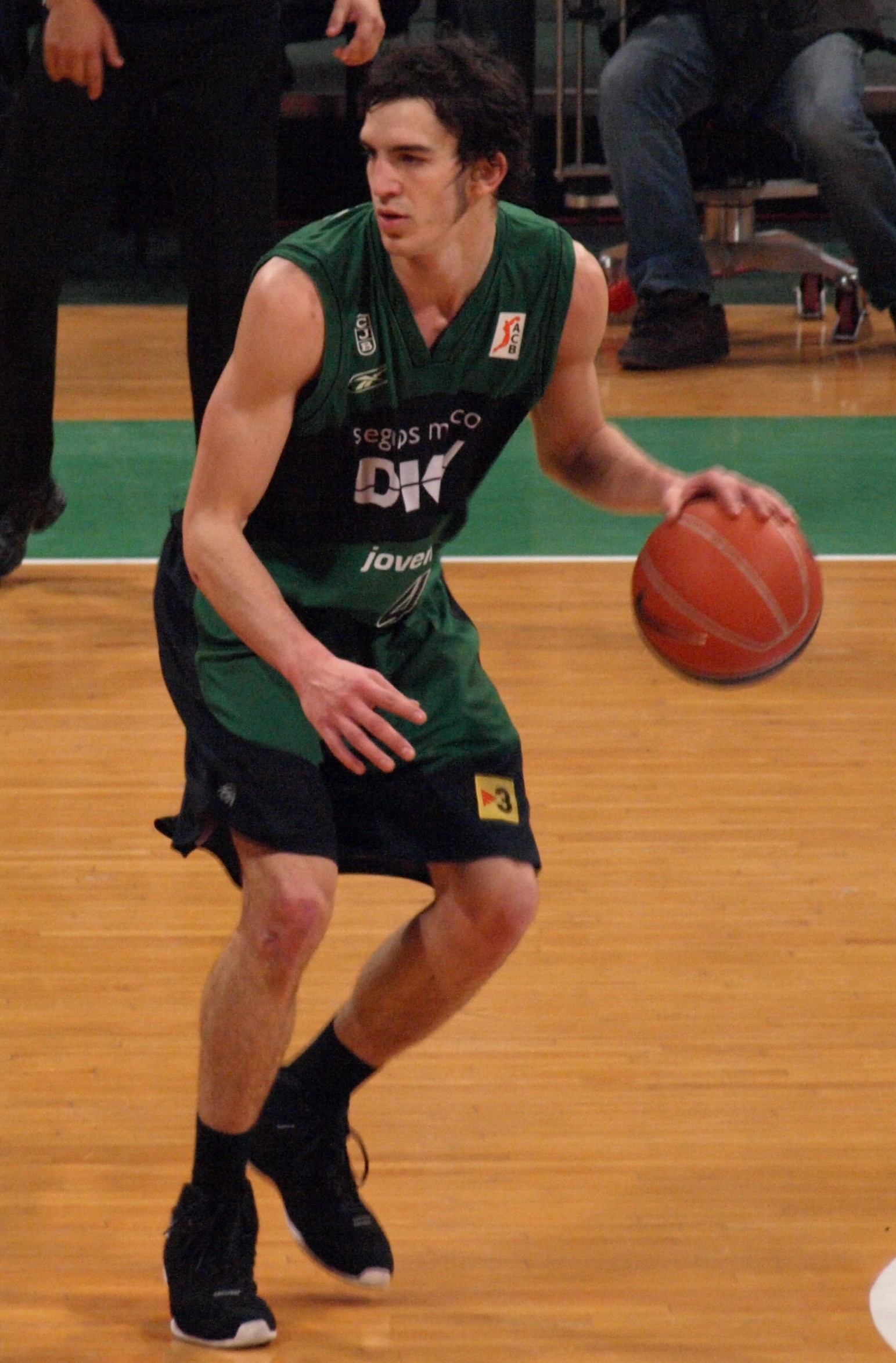
Pau Ribas,en su primera etapa en el Joventut en enero de 2009.

Pau Ribas es hijo del que también fuera jugador y campeón de liga del Joventut, Jordi Ribas. Se formó en la cantera del Joventut de Badalona, en la que entró con 4 años. Tras jugar en el equipo juvenil, las temporadas 2005-06 y 2006-07 jugó en el Club Bàsquet Prat, alternando con el primer equipo del Joventut. 
Su debut en la ACB se produjo el 20 de octubre de 2005 frente al Ricoh Manresa. Esa misma temporada, en la que ya entra en dinámica del primer equipo con regularidad, gana la FIBA Eurocup, su primer título como verdinegro. Alterna esas apariciones con el primer equipo en la liga ACB y en Europa con la temporada regular de EBA con el vinculado CB Prat con el que ganan la liga y consiguen en ascenso a LEB Plata. 
La 2006-07 juega principalmente toda la temporada con el CB Prat que volvía a LEB Plata. Esa temporada sus apariciones con el primer equipo del Joventut se redujeron respecto al año anterior ya que el equipo también estaba jugando Euroliga.
En la temporada 2007-08 pasó a formar parte definitivamente de la primera plantilla ganando Copa del Rey y ULEB Cup siendo muy importante en la rotación. En la 2008-09, siendo jugador franquicia junto a Ricky Rubio, fue ya nombrado capitán con el equipo jugando la Euroliga, la que sería a la postre la última participación del club en la máxima competición europea hasta la fecha.

### De Badalona a Vitoria
En julio de 2009, se desvinculó del equipo verdinegro, firmando por el Saski Baskonia, club en el que permaneció tres temporadas de 2009 a 2012, año en el que es traspasado.
Con el Baskonia ganó una Liga ACB en la 2009-10 siendo un jugador importante en el equipo.

### Fichaje por el Valencia
En verano de 2012 se anunció su fichaje por el Valencia Basket firmando por tres temporadas. En la tercera jornada de su primera temporada, logró su máxima anotación desde su llegada a la Liga ACB, con 27 puntos.
La temporada 2013-14 ganó la Eurocup. Este sería su segundo título de Eurocup después del ganado en 2008 con el Joventut de Badalona.
En su tercera y última temporada en Valencia, fue elegido en el Quinteto Ideal de la ACB tras promediar 10,4 puntos y 13,7 de valoración en la liga regular. Del mismo modo, fue nominado al MVP de la ACB siendo elegido en 3ª posición con los votos de la afición y quedando en 4º lugar global obteniendo 28 puntos por los 70 que consiguió Felipe Reyes quien se llevó el galardón finalmente.

### Lustro blaugrana

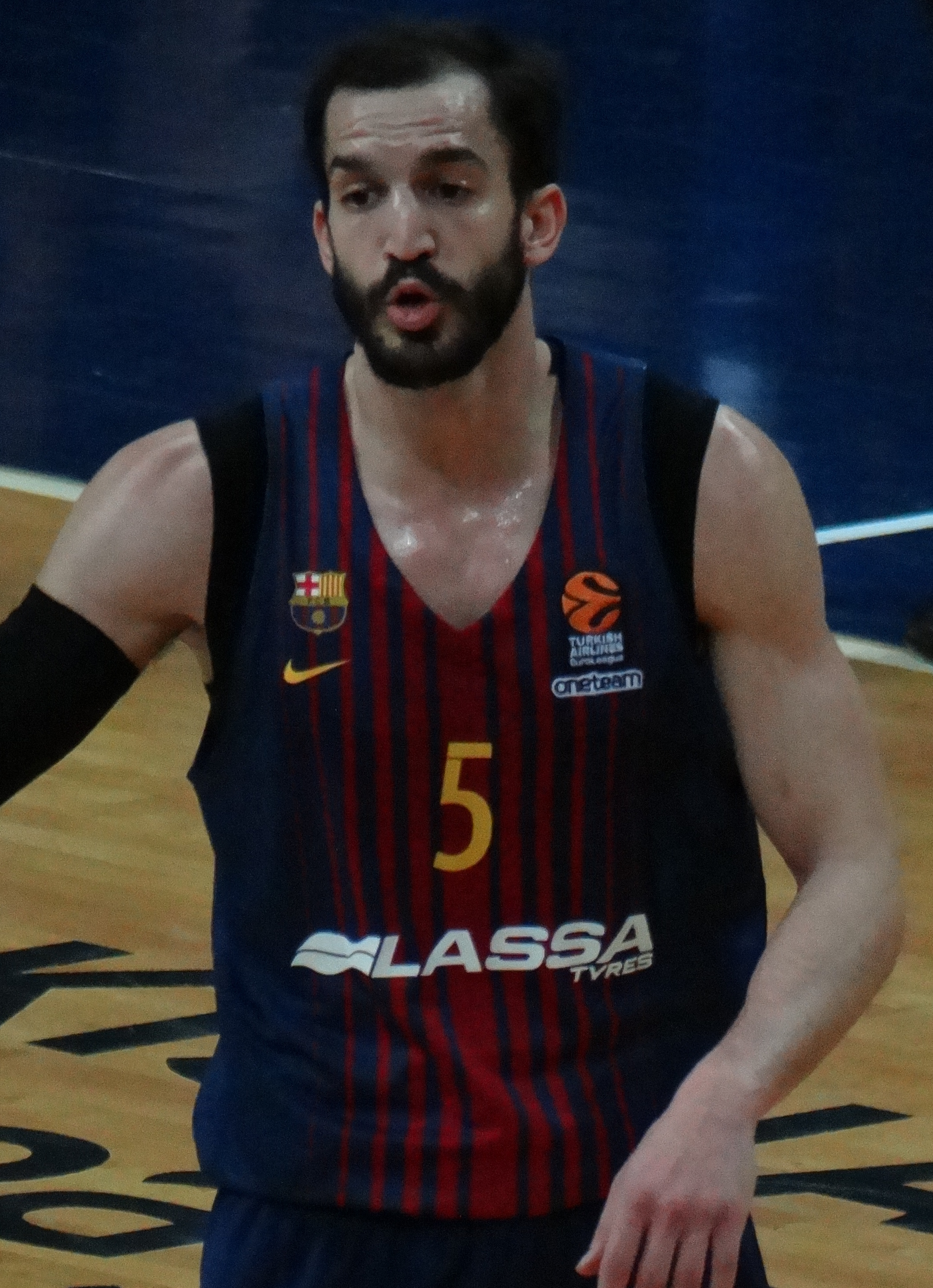
Pau Ribas,en su etapa con el FC Barcelona.

#### 2015-2016
El 23 de julio de 2015, se hizo oficial su traspaso al FC Barcelona por las tres próximas temporadas. Su primera competición con el conjunto blaugrana fue la Liga Catalana, derrotando en la final al Morabanc Andorra anotando 26 puntos para acabar siendo elegido como el MVP de la final. Días después, repitió galardón al ser elegido MVP de la Supercopa de España tras anotar 15 puntos y conseguir una valoración de 25, que ayudó a su equipo a vencer al Unicaja de Málaga por 62-80.

#### 2016-2017
En su segundo año en la ciudad condal, el Barça volvió a acceder a la final de la Supercopa de España tras vencer en las semifinales 93-99 al Real Madrid. No obstante, perdieron en la final frente al Herbalife Gran Canaria. Después de perderse los primeros partidos ligueros por una lesión, su debut ese año en la Liga ACB fue en la jornada 5 frente al Real Betis Baloncesto anotando 11 puntos en 23 minutos. En la Euroliga, jugó 10 minutos en la derrota por 72-73 en la jornada 2 frente al Fenerbahçe y en la jornada 3 sufrió una lesión en el pie izquierdo frente al Estrella Roja de Belgrado. Tras ser examinado, las pruebas determinaron una rotura total en el tendón de Aquiles de su pie izquierdo, teniendo que ser operado y con un tiempo de baja de 9 meses, dando así por finalizada su temporada. El FC Barcelona acabaría la temporada sin títulos, siendo eliminado en los cuartos de final de la ACB, quedando fuera del playoff final de la Euroliga y llegando únicamente hasta las semifinales de la Copa del Rey.

#### 2017-2018
Su regreso a las pistas se produjo 11 meses después de su grave lesión y posterior recaída en la concentración de la selección española. Regresó en un partido de pretemporada frente al UCAM Murcia que acabó con una victoria local azulgrana. A mediados de temporada, el Barça clasificó como cabeza de serie para la Copa del Rey, derrotando en cuartos de final al Baskonia y en semifinales al Herbalife Gran Canaria. En la final vencieron al Real Madrid, donde anotó 21 puntos en 28 minutos, acabando como máximo anotador y mejor valorado de la final. Al final de la temporada, el Barcelona finalizó 3º de la liga regular con 24 victorias y 10 derrotas, enfrentándose al Morabanc Andorra en cuartos de final. Durante uno de los partidos de esta eliminatoria, se lesionó impidiéndole finalizar la temporada y no jugar las semifinales, donde perderían ante el Baskonia.

#### 2018-2019
Al igual que en la edición anterior, fue clave para que su equipo obtuviera la Copa del Rey, en este caso en las semifinales consiguiendo 14 puntos y 16 de valoración frente al Iberostar Tenerife, siendo el más destacado de su equipo en esos apartados. En la final frente al Madrid disputó 13 minutos anotando 2 puntos.

#### 2019-2020
A final de temporada, se comenzó a especular con la posibilidad de que Ribas no continuara en la disciplina del conjunto blaugrana para la próxima temporada. Finalmente tras cinco años en el Barça, Pau Ribas y el club llegaron a un acuerdo para rescindir el contrato que le unía al equipo hasta 2021, poniendo punto final a la etapa en el Barcelona.

### Regreso al Joventut

#### 2020-2021
Tras finalizar su contrato con el Barcelona, se publicó oficialmente que jugaría en el Joventut de Badalona las próximas tres temporadas. En la Jornada 28 de la Liga ACB 2020-21, anotó 30 puntos y consiguió 39 de valoración, en un partido que acabó con derrota frente al Coosur Real Betis, siendo sus nuevas mejores marcas individuales en estos apartados en la competición nacional. Además, fue el jugador más valorado de la ACB en dicha jornada.

#### 2021-2022
En diciembre de 2021, encadenó varios partidos siendo el máximo anotador de su equipo. En la Jornada 13 de la Liga ACB 2021-22, fue el máximo anotador de su equipo en la victoria frente al Betis, anotando 18 puntos. Días después, repitió con 17 puntos y 6 asistencias frente al Boulogne Metropolitans, en la séptima jornada de la Eurocup 2021-22. En la siguiente jornada de ACB, anotó 21 puntos frente al Unicaja Málaga, siendo también su máximo de la temporada. Esa temporada se alcanzan las semifinales de ACB y cae eliminado contra el FC Barcelona.

#### 2022-2025
Las últimas temporadas de Pau en Badalona sigue rindiendo buen nivel y siendo decisivo en muchos momentos de la temporada. En la 2022-23 juega cuatro semifinales: Supercopa, Copa del Rey (celebrada en Badalona), Eurocup y Liga ACB (segunda consecutiva).
La 2023-24 fue una temporada complicada para el equipo quedando fuera tanto de la Copa del Rey como del Play-off por el título de liga, y quedando eliminado en cuartos de final de Eurocup contra Paris Basketball. Pau sigue rindiendo a buen nivel promediando 6,2 créditos de valoración por partido.
La última temporada del badalonés vestido de verdinegro se ve marcada por una pérdida de protagonismo y rendimiento a pesar de que el equipo se clasifica para la Copa del Rey y el play-off por el título. El 20 de mayo de 2025 anunció su retirada, después de 20 años como profesional. Con el Joventut jugó 21 temporadas: 9 como profesional y 12 en la cantera.

### Selección nacional
Ha sido internacional con las categorías inferiores de la selección española, con las selecciones sub-18 y sub-20.
Debutó con la selección absoluta, en la fase de preparación para la Copa del Mundo 2014. Su primer campeonato oficial fue el Eurobasket 2015, en el que España se proclamó campeona de Europa.
Formó parte de la preselección de cara a los Juegos Olímpicos de Río de Janeiro 2016. A falta de una semana para la lista final, abandonó la concentración por una lesión en el pie derecho. Finalmente, fue el descarte final de Sergio Scariolo junto con Fernando San Emeterio.
Después de su lesión en Euroliga con el Barça que le mantuvo 9 meses de baja, se incorporó a la selección de cara al Eurobasket 2017 en una preselección de 27 jugadores. Durante la preparación del europeo, volvió a lesionarse cuando un compañero cayó sobre la rodilla derecha produciéndole una rotura parcial del ligamento lateral interno.
El domingo 15 de septiembre de 2019 se proclama campeón del Mundial de China 2019, derrotando en la final a Argentina.

## Logros y reconocimientos

### Selección nacional
- EuroBasket  de 2015 en Francia.
- Mundial de 2019 en China.
- Medalla de plata en el EuroBasket Sub-20 de 2007 en Italia.

### Clubes
CB Prat
- Liga EBA (1): 2005/06.

Joventut
- Copa del Rey (1): 2007/08.
- ULEB Eurocup (1): 2007/08.
- FIBA EuroChallenge (1): 2005/06.
- Liga Catalana (2): 2007 y 2008.

Baskonia
- Liga ACB (1): 2009/10.

Valencia BC
- ULEB Eurocup (1): 2013/14.

FC Barcelona
- Supercopa de España (1): 2015.
- Copa del Rey (2): 2018 y 2019
- Liga Catalana (4): 2015, 2016, 2017 y 2019

### Consideraciones individuales
- Quinteto Ideal de la ACB (1):
  - Primer Quinteto (1): 2014-15
- MVP Supercopa de España (1): 2015
- MVP de la Jornada de la ACB (4): J20 (2013-14), J27 (2014-15), J29 (2014-15) y J28 (2020-21)